# Aulo Hírcio
Aulo Hírcio (90–43 a.C.; em latim: Aulus Hirtius) foi um político da gente Hírcia da República Romana eleito cônsul em 43 a.C. com Caio Víbio Pansa Cetroniano. 
Durante a Guerra Civil de César envolveu-se ao lado de César, atuando como seu intermediário na Itália e na Gália. Com a morte do último, envolveu-se em conflito com Marco Antônio e, na condição de cônsul, liderou as negociações de 43 a.C. que levaram à campanha contra Antônio em Mutina. Participou com Pansa e Otaviano da expedição e foi morto durante a batalha de Mutina.

## Biografia

### Carreira sob César

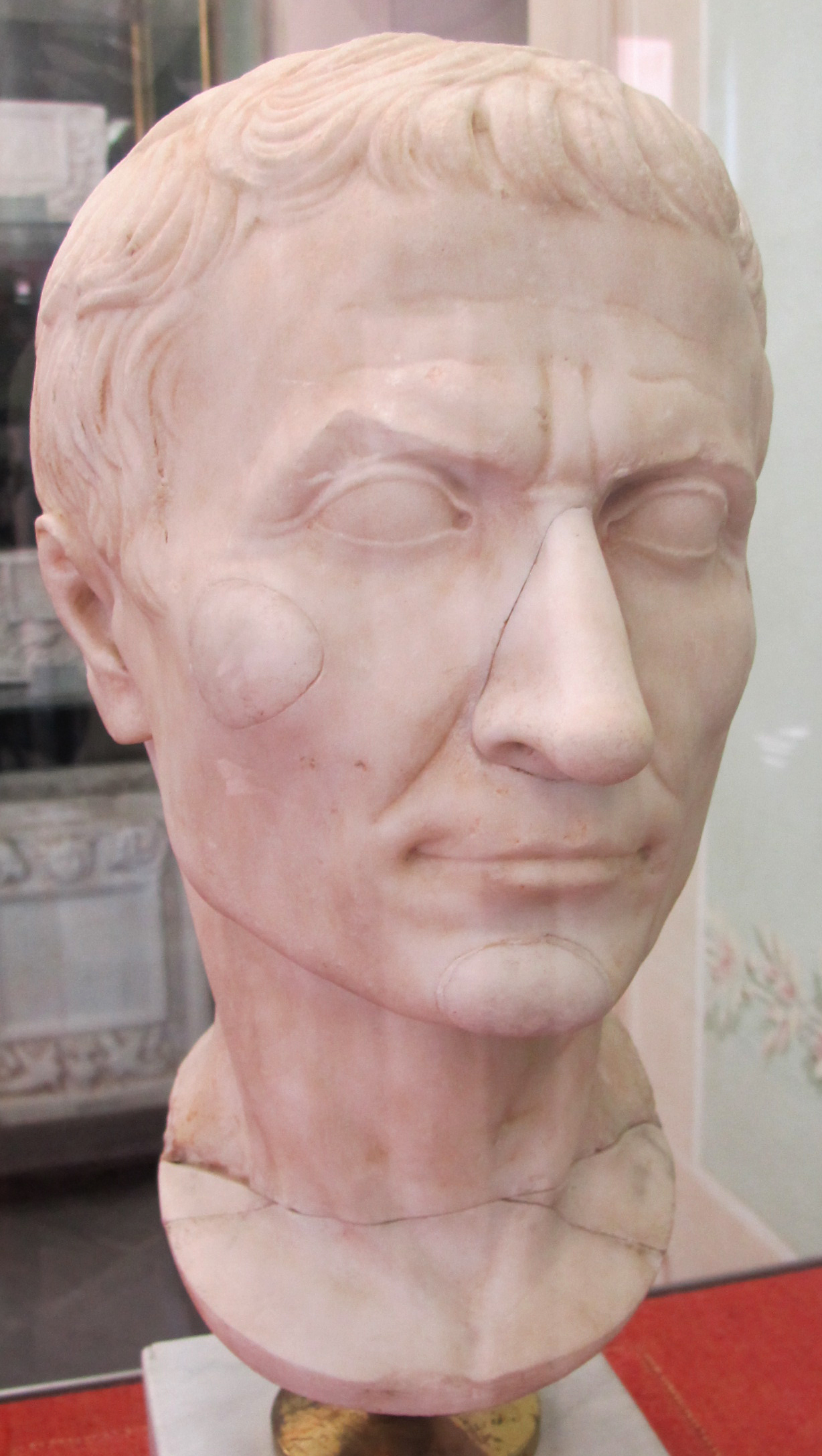
Busto de Júlio César.

Era membro da gente Hírcia, uma família plebeia proveniente de Ferentino, no território dos hérnicos. Foi legado de Júlio César nas Guerras Gálicas a partir de 58 a.C., embora tenha sido mais frequentemente empregado como negociador que como soldado. Em 50 a.C., foi enviado para Roma para encontrar-se com Lúcio Cornélio Balbo, o Velho. Diz-se que Hírcio jantou com César, Caio Ópio, Sérvio Sulpício Rufo, Salústio e Balbo na noite anterior à travessia cesariana do rio Rubicão em 10 de janeiro.
Em 49 a.C., com a eclosão da guerra civil, voltou para a Gália, onde permaneceu até abril, retornando para a capital após a expulsão de Pompeu da Itália. Nesta época obteve do jovem Quinto Túlio Cícero, irmão mais novo de Cícero, uma audiência com Júlio César. Não se sabe ao certo se Hírcio acompanhou o patrão na campanha na Hispânia no mesmo ano ou se permaneceu na capital com outros cesarianos. Se ele foi um dos pretores nomeados por César em 46 a.C. ou se esteve entre os ex-pretores que adquiriram poderes consulares é igualmente incerto. Fora tais postos, ainda é possível que tenha sito prefeito de Roma por esta época. Seja qual for sua posição, é o provável autor da Lei Hírcia, que exclui os pompeianos das magistraturas.
Em 47 a.C., Hírcio encontrou-se com Júlio César em Antioquia e intercedeu em nome de Quinto Túlio Cícero. No ano seguinte esteve presente nos jogos em Preneste (atual Palestrina) e, durante a ausência de César na África, viveu principalmente em suas terras tusculanas, que era contíguo à villa de Cícero. Embora fossem adversários políticos, conviveram em bons termos, com Cícero dando-lhe lições de oratória e Hírcio ensinando ao orador alguns segredos culinários. Nesta época, correspondeu-se com seu patrão durante a campanha africana e partiu de sua villa tusculana para encontrar-se com ele em seu retorno para a Itália, acompanhando-o até Roma. Ele não participou da segunda expedição hispânica de César em 45 a.C., mas seguiu-o até Narbo Márcio (atual Narbona), de onde, por meio de uma carta datada de 18 de abril, anuncia a Cícero a derrota dos pompeianos.
De Narbo Márcio, Hírcio enviou a Cícero, provavelmente a pedido de César, sua resposta ao panegírico do orador sobre Catão, que foi um prelúdio para seu tratado "Contra Catão". Hírcio disputou os louvores de Cícero a Catão, mas, por ter escrito em termos lisonjeiros ao orador, o último circulou livremente seu tratado. Ao mesmo tempo, Hírcio parece ter renovado esforços para reconciliar Quinto Cícero, o Velho com seu filho e suavizar o descontentamento de César em relação a Cícero, o Velho. Em 44 a.C., Hírcio recebeu a Gália Bélgica como sua província, mas a governou através de um legado, e ficou ajudando César em Roma, que o nomeou cônsul de 43 a.C., ao lado de Caio Víbio Pansa Cetroniano.

### Conflito com Marco Antônio

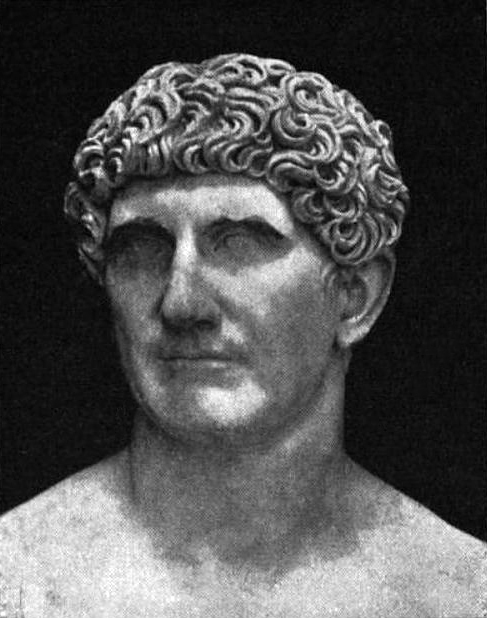
Busto de Marco Antônio.

Diagrama da batalha do Fórum dos Galos.

Ao permanecer longo período na capital, e estando ciente da conturbação política da época, Hírcio esteve entre os cesarianos que aconselharam o ditador a não dispensar guardas pessoais, porém seu conselho foi ignorado e César foi assassinado. Como cônsul-eleito, Hírcio foi arrastado para o centro da convulsão política. Não qualificado para provocar ou controlar a revolução, Hírcio refugiou-se em Putéolos (atual Pozzuoli) para se livrar da arrogância despótica de Marco Antônio e das ameaças dos veteranos. Ocasionalmente, mediou as relações entre Antônio e o partido de Décimo Júnio Bruto Albino e Caio Cássio Longino; sua moderação levou os conspiradores a esperarem que, através de Cícero, pudessem converter este tolerante cesariano em um ativo partidário. Cícero os desencorajou a tentar, porém Hírcio mostrou-se um valoroso aliado dos oponentes de Antônio.
Nesta época, Tito Pompônio Ático enviou a Hírcio uma carta pedindo proteção para as suas propriedades em Butroto, no Epiro, que estavam sendo ameaçadas pelos veteranos instalados por César tempos antes. Bruto e Cássio também pediram-lhe ajuda, e ele os aconselhou a não retornar para Roma, pois, segundo ele, ambos seriam mortos nas mãos de Antônio, e nem para a Itália. As cartas de Cícero destes anos mostram um amplo interesse do orador em cultivar sua relação com Hírcio. Em abril de 44 a.C., nas termas de Putéolos, renovou-se a relação entre os dois, e Cícero novamente deu lições de oratória para Hírcio e a seu colega Víbio Pansa; o tratado "de Fato", de Cícero, é uma discussão entre ele e o cônsul em Putéolos.
No mesmo ano, Hírcio abandonou a Campânia para atender ao chamado do senado, de 1 de junho, convocado por Marco Antônio, mas, mediante o perigo representado pelos veteranos, retornou para sua villa tusculana. No outono do mesmo ano, Hírcio não pôde atender o Senado em por causa de uma enfermidade, da qual nunca recuperar-se-ia perfeitamente. Segundo Cícero, as pessoas lhe ofereceram votos por sua recuperação. De acordo com um decreto aprovado pelo Senado em dezembro último, Hírcio e Pansa convocaram o Senado para o dia 1 de janeiro de 43 a.C. e assumiram o consulado após os sacrifícios costumeiros. Prosseguiram para o Capitólio e colocaram em discussão as honras a Otaviano, Décimo Bruto e as legiões Quarta e Marcial. A discussão perdurou por quatro dias e, dentre as resoluções aprovadas, estava a aprovação das honrarias e a reprovação da tentativa de Cícero e seu partido aristocrático de declarar Marco Antônio um inimigo público. Foi aprovado também, uma vitória de Hírcio e seu partido cesariano, o envio de delegações para tentar negociar com ele em Mutina Hírcio, escolhido por sorteio, foi enviado em fevereiro, apesar de estar ainda enfraquecido por sua enfermidade, até a Gália Cisalpina. Ele imediatamente atacou os entrepostos de Antônio, e os fez se retirar para Claterna. Então, unindo forças com Otaviano em Fórum de Cornélio (atual Ímola), assumiu o comando supremo por causa de seu poder consular e ordenou que os exércitos fossem enviados para seus acampamentos de inverno.
Hírcio não desejava iniciar, pelo menos de imediato, a luta contra Antônio. Antônio, obrigado a dividir suas forças, enviou uma carta conjunta a Hírcio e a Otaviano, argumentando que ambos seriam vítimas de Cícero e de sua facção, que buscava debilitar e dividir o partido cesariano. Sem responder, Hírcio enviou esta carta ao Senado e ela foi a base das "Filípicas" de Cícero. Hírcio teve algumas semanas de inatividade, durante as quais não enviou emissários a Mutina e nem apoiou Décimo Bruto a resistir os ataques incessantes de Antônio. Próximo ao fim de março, Pansa cruzou os Apeninos e alcançou Bonônia (atual Bolonha), que Hírcio e Otaviano haviam tomado. No dia seguinte foi derrotado por Antônio na batalha do Fórum dos Galos, sendo gravemente ferido.
Hírcio, recobrando-se do desastre, subitamente atacou Antônio em seu retorno para Mutina. Na subsequente batalha de Mutina, Hírcio foi derrotado e morto. Otaviano enviou o corpo dos cônsules mortos, com uma numerosa escolta, para Roma, onde foram recebidos com extraordinárias honrarias e publicamente enterrados no Campo de Marte. A morte de Hírcio e Pansa foi tão oportuna para Otaviano que ele acabou sendo acusado de ter tido parte na morte dos dois.

## Legado
Hírcio divide com Caio Ópio a reivindicação de autoria de oito livros do De Bello Gallico, bem como os De Bello Alexandrino, De Bello Africo e De Bello Hispaniensi. Não se sabe com certeza se Hírcio teve filho, porém um Aulo Hírcio, censor ou quinquenal durante o reinado de Augusto (r. 27 a.C.–14 d.C.), citado numa inscrição de Ferentino como tendo restaurado os muros da cidade, é um possível candidato. Ademais, sabe-se que Hírcio foi irmão de Hírcia que, em 46 a.C., foi uma pretendente de Cícero.